# 松本明子
松本 明子（まつもと あきこ、1966年〈昭和41年〉4月8日 - ）は、日本のタレント、司会者、女優、元歌手。本名：平井 明子（ひらい あきこ）。香川県高松市出身。ワタナベエンターテインメント所属。デビュー時のキャッチコピーは「アッコ、とんがってるね」。

## 来歴
高松市立屋島中学校卒業後の1982年3月25日にアイドル歌手を志して上京。1982年、オーディション番組『スター誕生!』第44回決戦大会で松田聖子の曲、「Summer Beach～オレンジの香り～」を歌って合格。これを契機に渡辺プロダクション（当時）入りする。上記オーディションの他の出場者に本田美奈子、徳永英明がいた。
堀越高等学校に入学後、1983年、VAPから「♂×♀×Kiss（オス・メス・キッス）」でアイドル歌手デビュー。しかし同曲を含めて2曲目、3曲目のレコードも全く売れないまま1年が過ぎる。また、同期のアイドル歌手も特別売れた者がおらず、松本たちは「不作の83年組」と言われた(83年組について詳しくは後述)。
1984年4月1日、『オールナイトフジ』1周年記念および『笑福亭鶴光のオールナイトニッポン』10周年記念の共同スペシャル番組の本番中に、女性器の俗称として知られる放送禁止用語を叫ぶという、通称四文字事件を起こす。これが問題となり仕事が激減、一時期活動停止を余儀なくされる。活動停止後2年ほどして中山秀征にバラエティ班移動を勧められ、活動停止解除以後はバラエティ出演が多くなった。

### バラエティタレントに転身
1989年4月より『文夫と明子のラジオビバリー昼ズ』（ニッポン放送）で、放送作家の高田文夫と共にパーソナリティを務める。ビバリー昼ズの担当以降はバラエティー路線に転向。
同時期に出演したフジテレビの『ものまね王座決定戦』では、松居直美・斉藤ルミ子・しじみとさざえ（篠塚満由美・松下桂子）と共に「ものまね女四天王」と呼ばれた。同番組では、1989年と1990年に計2回優勝している(詳しくは、ものまね王座決定戦を参照)。ちなみに、番組に出演したのは同事務所のヒップアップが出演していたから、そのついでで出れたのが切っ掛けだった。
1990年代前半から始まったバラエティ番組『DAISUKI!』(日本テレビ)、『TVチャンピオン』(テレビ東京)、『電波少年シリーズ』(日本テレビ)にそれぞれ約10年間に渡りMCとして活躍。特に『電波少年シリーズ』の体を張った仕事ぶりで新境地を開き、苦労の末、井森美幸や森口博子と同様に「バラドル」の第一人者として君臨。
1995年、テレビドラマ『たたかうお嫁さま』で主役に抜擢され、その後もドラマに出演。1998年に主演したテレビドラマ『サービス』では、主題歌も担当した。
1998年に6歳年下の俳優・本宮泰風と結婚し、2000年5月に第一子となる長男を出産。同年に育児エッセイ『生んだら無敵』を出版した他、乳幼児医療費無料制度を国に求める全国ネットワークの賛同者となった。

### さらに幅広く活躍
2013年11月20日、歌手デビュー30周年を記念して、エイベックスより初オリジナルアルバム『くとうてん』を発売。製作費は、自身の貯金を切り崩して自費で行った。
2016年に女優の筒井真理子と漫才コンビ「つつまつ」を結成し、同年3月26日の「立川志らら 真打昇進披露興行」で漫才を初披露した。
2017年12月31日、第1回ももいろ歌合戦に出場（翌年以降も連続出場）。
2018年6月1日、デビュー35周年記念ライブを東京渋谷JZ Bratで開催。昼の部、夜の部共に売り切れとなった。同年11月19日・11月20日にはデビュー35周年を記念して、同期デビューの大沢逸美、森尾由美、桑田靖子、小林千絵、徳丸純子、木元ゆうこを集め、ライブイベント～不作と言われた私たち「お神セブンと申します」～東京銀座博品館劇場で開催した。
2020年、新型コロナウイルス感染症蔓延の現状を鑑み、ツイッターで「アイドルうたつなぎ」を主宰。2021年1月にライブコンサート「黄金の80年代アイドルうたつなぎ　―うれしなつかし胸キュンコンサート―」として本人の他に布川敏和、森尾、浅香唯、西村知美も出演する予定だった。2021年1月8日、新型コロナウイルスの影響を考慮し、開催が1年延期された。
2021年3月頃から所属事務所に了承を得た上で、副業でレンタカー業を始めた。
2022年6月、実家の維持による失敗及び売却までの実体験談と専門家のアドバイスをまとめた著書「実家じまい終わらせました！」を出版し、多くの反響を得た。また、この経験から空き家問題や家の相続などに関するイベントで講演を依頼されるようになった。
2023年9月29日・9月30日、東京銀座博品館劇場にて、83年組デビュー40周年を記念して「お神セブン再結集」開催。
2024年、お神セブンのメンバーのうち、小林千絵（CHIE）、松本明子（AKIKO）、木元ゆうこ（YUKO）の関西由来の3人が、「CHAY（ちゃい）まんねんシスターズ」を結成。2月14日「～CHAYまんねんシスターズ甘く楽しいホワイトデーライブ～」を『ケネディハウス銀座』にて開催。6月1日、第二弾「アイドル☆ナイト#2」を開催11月10日、第三弾「アイドル☆ナイト#3 アニソン特集」、2025年5月25日、第四弾「アイドル☆ナイト#4 ドラマ主題歌特集」

## エピソード

### 子供時代
幼い頃からテレビ好きで、子供の頃は山口百恵やピンクレディーなどのアイドルが好きだった。ただし、幼稚園の頃から酒と歌が好きな父にスナックに連れられ、父の勧めで「津軽海峡・冬景色」や「越冬つばめ」などの演歌を歌っていた。中学生になると松田聖子に憧れ、「聖子ちゃんのようなアイドルになりたい」と思うようになった。
3年生の頃にアイドル歌手を目指して上京を決意するが、父から芸能界入りを反対された。それまで父に逆らったことがない母が、「娘の夢を応援してあげましょうよ」と助言したおかげで何とか許可をもらう。卒業後の上京時は、瀬戸大橋はまだなかったため高松港から宇高連絡船に乗船し、この模様は『ズームイン!!朝!』でも紹介された。出港時に「哀しみ本線日本海」(原曲は森昌子)を歌唱した後、本人によると「6時間かけて船で上京した」という。

### 売れないアイドル歌手時代
上京後は父親の親戚宅に下宿し、受験して入った堀越高校普通科に通いながらオーディションを受けては落ちる日々を繰り返した。この頃『ホリプロタレントスカウトキャラバン』や、芸映主催の「HIDEKI（西城秀樹）の弟妹募集!!全国縦断新人歌手オーディション」の全国大会(優勝は石川秀美)にも出場している。その後『スター誕生!』で合格し、渡辺プロからスカウトを受けてようやくデビューが決まった。
高校2年次から念願だった堀越の芸能コースに編入し、渡辺プロの寮で暮らし始める。デビュー曲のジャケット写真とテレビ番組出演衣装は、当時渡辺プロで売れていたアン・ルイスを手本として、大プッシュされた。しかし、このデビュー曲はオリコン週間チャート最高位131位とヒットしなかった。
本人曰く、当時は仕事が少なく休まず学校に通ったため、卒業時に皆勤賞をもらったという。修学旅行（北海道）も全行程参加し、学級委員も務めるなどしており、教師からは大学進学を勧められた。シングルを何枚かリリースしたほか、リポーターなどの芸能活動をするかたわら、スーパーでのアルバイトなどをする。

## 人物

### 83年組
松本の歌手デビューは1983年（昭和58年）である。同年にデビューした歌手の同期に、森尾由美、大沢逸美、徳丸純子、桑田靖子、小林千絵、THE GOOD-BYE、岩井小百合、いとうまい子、原真祐美、木元ゆうこ 、井上あずみなどがいる。
デビュー当時、前年（1982年）デビューの多数のアイドルが歌番組やドラマなどで活躍していたため、松本や同期のアイドルたちはその陰に隠れてしまった。82年デビューのアイドルが“花の82年組”と呼ばれたのに対し、83年組は後に“アイドル不作の83年組”と総括されるようになった。
2013年、デビュー30周年を迎えた大沢がある番組で「同期に会いたい」と希望し、翌2014年1月に松本や先述の同期歌手のうち森尾、桑田、小林、徳丸、木元と再会。以来、7人の内の誰か舞台やライブを行うと必ず誰かが駆けつけ、たまに皆で集まって飲み会などをするようになった。以後各自がブログで上記のことを掲載すると、それぞれのファンを刺激したことで、2018年の同期アイドルとのライブイベント～不作と言われた私たち「お神セブンと申します」～の開催へと繋がった。

### その他
趣味は、料理、節約、登山。
特技は、茶道、ピアノ、手芸、節約料理　さぬきうどん作り。
高松に住んでいた頃にNHK総合テレビ・ラジオ第1の『NHKのど自慢』に出場したことがある。その直後、ビクターレコードから「演歌歌手になりませんか？」と声をかけられたが、後日その人が急逝したためこの話はなくなった。
高校2年次（芸能コース）の同じクラスには、堀ちえみや早見優がいた。四文字騒動以後の高校生活では、親切心から同級生アイドルたちのために色々と世話をした。一例として、堀の上靴がファンの生徒に盗まれたと知った時は不憫に思い、購買部で代わりの上履きを買って下駄箱に入れてあげたことがある。また定期テスト前には、授業に来られない複数の同級生アイドルたちのためにテスト範囲をまとめた紙を作り、FAXで各芸能事務所に送っていた。
謹慎中だった1986年、「読売巨人軍の原辰徳選手（当時）が“松本明子”と結婚」と報じられた。この女性は同姓同名の別人だったが、当時松本は地元の友人や親戚から「よくやった」、「でかした」などとお祝いの電話をもらい、その都度別人と説明した。
日本テレビのあるスタッフは、ある日フジテレビの『ものまね王座決定戦』で松本と松村邦洋の絡みトークを見て「この2人の組み合わせは面白い」と感じた。これにより松本と松村は、日本テレビの新番組『進め!電波少年』のMCとして起用が決まった。
『ラジオビバリー昼ズ』では当初、高田文夫は「松本典子と共演する」と思っていたため、スタジオで松本明子の顔を見た途端ズッコケたという。
『進め!電波少年』で話題となった企画として、1995年2月の「アラファト議長とてんとう虫のサンバをダジャレたい!」というものがある。当時紛争地帯であるガザ地区へ向かい、パレスチナ自治政府初代大統領を務めたヤーセル・アラファートと日本の芸能人で初めて本人に直接接触した。その後2004年にアラファートが死去した際、日本の要人以外ではナオト・インティライミ（2003年）と並んで当人と接触した人物として話題となった。
家ではほぼ全裸。夫も息子も呆れているが「仕方ないよね」と諦めている。息子の服を着たり私生活ではあまり贅沢はしない。

## 家族
夫の本宮との出会いは、本宮の実兄である原田龍二がテレビドラマで松本と共演した際、撮影現場へ本宮を連れてきたことから。その日の撮影終わりに3人でお茶をすると原田はすぐに帰ったが、話の流れで本宮に「ウチに来る?」と誘った。これにより松本と本宮でお互いの家に訪れると、親たちから「2人が結婚前の挨拶に来た」と勘違いされた。この結果、本人たちもお互い異性として意識するようになり、短期間で結婚が決まった。
原田は戸籍上義兄にあたるものの4歳年下であり、ドラマでの共演経験も多いことから「姉さん」と呼ばれ慕われている。タレントでブロガーの原田愛は義姉。YouTuberの平井一徹は甥。ゲームクリエイターの中村光一は従兄にあたる。

### 実家
1972年に父はこだわりを持って高松市に家を建て、松本は6歳から中学卒業までをここで暮らした。上京後27歳の時に両親を東京に呼び寄せると、父は兄（松本から見て伯父）の承諾を得た上で娘に実家を相続させる手続きをした。本人はとりあえず実家の維持費を払い始めたが、2003年に父が亡くなる前に「実家を頼む」と告げたため“遺言”と感じ、金銭的負担を感じながらも維持費を払い続けた。
2017年に「実家の片付け」をテーマにした番組出演が転機となり、家を手放すこと(実家じまい)を決意。その後実家の購入者が見つかり売買契約が成立したが、以後3ヶ月間は両親の遺品を含めた膨大な数の家財道具の整理・処分作業に追われた。2018年に家を約５８０万円で売却して実家じまいを終えたが、それまでの25年間でかかった維持費などの総額は、約1800万円にのぼった。
なお、専門書や文学集など大量の本が見つかったため、それを東京にもっていき売却したが価値がつかなかった。それ以外に、１０００冊のエロ本も見つかり、それらについてはみうらじゅんに譲渡したという。
また、デビュー当時の番組を撮ってるVHSやベータなどのビデオテープも何百本も出てきたため、DVDに焼き直し、50万近くかかったとのこと。

## 出演

### バラエティ・情報番組 ほか
- うるとら7:00 （1987年 - 1990年、日本テレビ）
- ワニいってんの? （1987年、テレビ東京）
- お天気チャンネル（1988年 - 1989年、フジテレビ）
- オレたちひょうきん族（フジテレビ）
- ものまね王座決定戦（フジテレビ）
- ビートたけしのお笑いウルトラクイズ（日本テレビ）
- スターどっきり㊙報告（フジテレビ）
- ドリフ大爆笑（フジテレビ）
- まけたらアカン!（フジテレビ）
- DAISUKI!（日本テレビ）
- 電波少年シリーズ（日本テレビ）[40]
- マジカル頭脳パワー（日本テレビ）
  1. 1991年12月28日
- スーパークイズスペシャル（日本テレビ）
- THE夜もヒッパレ（日本テレビ） - 1997年5月 - 9月までローテーション制で司会｡その他の時期は不定期出演｡
- ザ・ラスベガス（読売テレビ）
- 歌いこみ音楽隊!（TBSテレビ）
- ゴールデンタイム（フジテレビ）
- 志村けんのオレがナニしたのヨ?（フジテレビ）
- クイズ!歌うぞ音楽王（フジテレビ）
- 快進撃TVうたえモン（フジテレビ）
- カッ飛び!花マル塾（テレビ朝日） - 準レギュラー
- ビデオあなたが主役（テレビ朝日） - 不定期出演
- 世界とんでも!?ヒストリー（テレビ朝日）
- ケンカの花道（フジテレビ）
- 今世紀最後 史上最大! アメリカ横断ウルトラクイズ（1998年11月22日・23日、日本テレビ）
- メレンゲの気持ち（1999年 - 2005年、日本テレビ）
- 快快!高田病院へ行こう（中京テレビ）
- TVチャンピオン（テレビ東京）
- TVチャンピオン2（テレビ東京）
- 2時っチャオ!（TBSテレビ） - 水曜日
- 笑っていいとも!（フジテレビ） - 不定期出演
- いよっ!日本一（2007年 - 2010年、NHK総合・NHKワールド・プレミアム）
- おもいッきりDON!（2009年4月3日 - 2010年3月26日、日本テレビ）（金曜日のみ）
- 趣味悠々「楳図かずおの今からでも描ける 4コマ漫画入門」（2009年11月 - 、NHK教育）
- スタイルプラス（東海テレビ） - 不定期出演
- DON!（2010年4月1日 - 2011年3月25日、日本テレビ） - 木曜日レギュラー
- ためしてガッテン（NHK総合） - 不定期ゲスト
- 1億人の大質問!?笑ってコラえて!SP（日本テレビ）
- 土曜スペシャル（テレビ東京）
- クイズ地球まるかじり（テレビ東京） - 80年代後半に不定期出演
- スター☆ドラフト会議（2011年4月12日 - 2013年3月5日、日本テレビ） - 不定期出演
- 爆笑そっくりものまね紅白歌合戦スペシャル（2011年12月31日、フジテレビ）
- Oh!どや顔サミット（2012年1月27日、朝日放送）
- 北海道 味の物産市（2013年末）
- 秘密のケンミンSHOW（読売テレビ） - 不定期出演
- ゴゴスマ -GO GO!Smile!-（2014年10月 - 、CBCテレビ） - 水曜日レギュラー
- ヒルナンデス!（日本テレビ） - 水曜日「ドケチ隊」コーナーにレギュラーとして不定期出演
- しくじり先生 俺みたいになるな!!（2016年1月25日、テレビ朝日）
- 本能Z（2018年5月9日、CBCテレビ）
- 発見!タカトシランド（2017年9月29日・10月6日・2020年11月6日・13日、北海道文化放送）
  - 小樽市・銭函エリアでイイとこ探し！
  - 札幌市・手稲エリアでイイとこ探し！
  - 札幌・学園前駅エリアでイイとこ探し！
  - 札幌・藤野/簾舞エリアでイイとこ探し！
- 健康になりたい、松本明子。～人生100年時代への第一歩～（2021年10月16日、BSテレビ東京）
- 健康になりたい、松本明子。（2022年3月28日 - 2022年9月30日、BSJapanext） - MC
- 熱唱!ミリオンシンガー（日本テレビ）
- 千鳥の鬼レンチャン（2023年8月6日・2024年11月17日、フジテレビ）
- オードリーさん、ぜひ会ってほしい人がいるんです。（2023年10月2日、中京テレビ） - 息子とともに出演
- 第7回 ももいろ歌合戦 お神セブン[41] として出場 なんてったってアイドルを歌唱（インターネットテレビABEMA、2023年12月31日）
- 趣味どきっ!こっそりスマホの達人（2025年2月 - 、Eテレ） - iOS担当生徒役

### テレビドラマ
- 月曜ワイド劇場 女が会社に辞表を書くとき（1986年、テレビ朝日）
- アリエスの乙女たち（1987年、フジテレビ） - 土井弓子 役
- 土曜ワイド劇場 銀座クラブママ殺人事件（1991年、朝日放送・テレビ朝日）
- 課長サンの厄年（1993年、TBSテレビ）
- カミさんの悪口（1993年、TBSテレビ） - 大場咲 役
- 男嫌い（1994年、TBSテレビ） - 細川夏美 役
- カミさんの悪口2（1995年、TBSテレビ） - 大場咲 役
- 女囚〜塀の中の女たち（1995年、TBSテレビ）
- たたかうお嫁さま（1995年、日本テレビ） - 主演・安田敦子 役
- 金曜エンタテイメント 噂の女人情詐欺師 早苗とたまき・涙の事件簿（1996年・1998年） - 主演・勝俣早苗 役
- グッドラック（1996年、日本テレビ） - 主演・飛鳥鈴子 役
- 彼女たちの結婚（1997年、フジテレビ） - 近藤むつみ 役
- オトナの男（1997年、TBSテレビ） - 小田深雪 役
- サービス（1998年、日本テレビ） - 主演・岡千春 役
- プリズンホテル（1999年、テレビ朝日） - 主演・木戸孝之介 役
- 東京庭付き一戸建て（2002年、日本テレビ） - 主演・福田結夏 役
- 女神の恋（2003年、NHK総合） - 主演・末松吉子 役
- ハチロー〜母の詩、父の詩〜（2005年、NHK総合） - くみ子 役
- こちら本池上署（2005年、TBSテレビ） - 山野咲 役
- 功名が辻（2006年、NHK総合） - 旭 役
- 浅草ふくまる旅館 第1シリーズ（2007年） - 大門美里 役
- つばさ（2009年、NHK総合） - 丸山伸子 役
- 東京DOGS 第10話（2009年、フジテレビ） - 益子刑事の妻 役
- フェイク 京都美術事件絵巻 第1話（2011年、NHK総合） - 小和田久美 役
- 月曜ゴールデン おふくろ先生の診療日記4（2012年、毎日放送・TBSテレビ） - 浜岡恵子 役
- 濃姫（2012年、テレビ朝日） - 各務野 役
- BS時代劇 酔いどれ小籐次（2013年、NHK BSプレミアム） - おきみ 役
- プレミアムよるドラマ 黒猫、ときどき花屋 第1話（2013年、NHK BSプレミアム） - 森谷由紀子 役
- 土曜ワイド劇場 ショカツの女8（2013年、朝日放送・テレビ朝日） - 瀬川雪絵 役
- 花子とアン（2014年、NHK総合・NHK BSプレミアム） - 木場リン 役
  - スピンオフスペシャル「朝市の嫁さん」（2014年、NHK BSプレミアム）
- プレミアムスペシャルドラマ さぬきうどん融資課（2014年、NHK BSプレミアム） - 新田良江 役
- ほっとけない魔女たち（2014年、東海テレビ・フジテレビ） - 村田秋代 役
- 本気ドラ（2016年、中京テレビ） - カオルのお母さん 役
- 孤独のグルメ Season6 第10話（2017年6月17日、テレビ東京）- 女将 役

### ラジオ
- 笑福亭鶴光のオールナイトニッポン（1983年 - 1985年、ニッポン放送）
- 松本明子のあっち向いてワッハッハ（1985年、山口放送）
- MBSヤングタウン金曜日（1985年 - 1986年、MBSラジオ）
- 高田文夫と松本明子のラジオビバリー昼ズ（1989年 - 1996年・2012年1月9日 - 、ニッポン放送） - 月曜日 - 金曜日 → 月曜日 - 水曜日パーソナリティ → 月曜パーソナリティ
- 第18回ラジオ・チャリティー・ミュージックソン（1992年12月24日 - 25日、ニッポン放送）

### 映画
- ユー・ガッタ・チャンス（1985年、東宝） - 本郷あゆみ 役
- タンポポ（1985年） - 映画館のアベック 役
- スーパーの女（1996年） - レジ係のチーフ・イクヨちゃん 役
- UDON（2006年） - うどん屋で行列に並ぶおばちゃん 役
- マリと子犬の物語（2007年） - 長谷川冴子 役
- 三十九枚の年賀状（2009年） - 星サヨ 役
- 生きない（2023年）[42]
- ソーゾク（2025年10月17日 公開予定、ベストブレーン、監督/脚本：藤村磨実也）- 柊貞子 役[43][44][45]

### 舞台
- アウトオブオーダー
- アニー 2012年度  - ハニガン 役
- 笑う巨塔（2012年、東京セレソンデラックス最終公演）
- トンデモ?ピーター・パン!〜Peter Pan Goes Wrong〜（2024年） - アニー・ツイルオイル 役[46]
- ギンギラ学園物語（2024年）[47]

### ドキュメンタリー
- ザ・ノンフィクション（フジテレビ）
  - されど、うどん 完結編（2013年10月20日） - ナレーション
  - われら百姓家族〜子どもたちの15年〜（2014年3月2日） - ナレーション

### テレビアニメ
- ミラクル☆ガールズ（1993年） - おばさん 役

### オリジナルビデオアニメ
- 『気分は形而上 実在OL講座』（1994年） - 実在OL・ヨシエ 役

### CM
- ローソン
- 九州電力
- コスモ石油 （松村邦洋と）
- チョーヤ梅酒 梅酒紀州
- 香川県選挙管理委員会 2010年香川県知事選挙啓発CM

### その他
- 『うどん県』（2011年10月 - 、香川県）：ハマチの養殖業者役で出演。香川県のPRサイト。
- かがわさぬき野2003年秋号掲載インタビュー記事「大好き香川がんばれ小豆島」
- ドカベン プロ野球編 - 漫画作品に本人役としてカメオ出演。電波少年の企画により作者が快諾したもの。
- 黄金の80年代アイドルうたつなぎ 〜うれしなつかし胸キュンコンサート〜（2022年1月23日　主宰）[48]

## ディスコグラフィー

### シングル
|                  | 発売日         | タイトル                      | c/w                | 規格  | 規格品番   |
| VAP              | VAP            | VAP                           | VAP                | VAP   | VAP        |
| ---------------- | -------------- | ----------------------------- | ------------------ | ----- | ---------- |
| 1st              | 1983年5月21日  | ♂×♀×Kiss                      | ゴメン☆遊ばせて!   | EP    | 10085-07   |
| 2nd              | 1983年9月21日  | キャラメル・ラブ              | ピンクのじゃじゃ馬 | EP    | 10110-07   |
| 3rd              | 1984年6月10日  | 夏色のギャルソン              | 続・竹取物語       | EP    | 10132-07   |
| ポニーキャニオン |                |                               |                    |       |            |
| 4th              | 1989年11月21日 | この恋いけませんか            | 嫌われるほど       | 8cmCD | PCDA-00026 |
| 5th              | 1990年10月21日 | シンジナサイ?! 〜学生節より〜 | 想い出まくら       | 8cmCD | PCDA-00119 |
| 5th              | 1990年10月21日 | シンジナサイ?! 〜学生節より〜 | アッコちゃん音頭   | 8cmCD | PCDA-00119 |
| 6th              | 1994年3月21日  | たとえば、ずっと…             | ネコなんだもん     | 8cmCD | PCDA-00551 |
| VAP              |                |                               |                    |       |            |
| 7th              | 1998年2月18日  | soon                          | 静かなまぼろし     | 8cmCD | VPDC-20746 |
| 8th              | 1999年5月12日  | ステラ                        | Last Words         | 8cmCD | VPDC-20795 |

### 企画シングル
| 名義                  | 発売日         | タイトル                                 | c/w                                               | 規格  | 規格品番   | 発売元                     |
| --------------------- | -------------- | ---------------------------------------- | ------------------------------------------------- | ----- | ---------- | -------------------------- |
| 峰竜太 & 松本明子     | 1992年12月2日  | ざけんじゃねぇぞ                         | ざけんじゃねぇぞ (オリジナル・カラオケ)           | 8cmCD | PCDA-00393 | ポニーキャニオン           |
| ヤクル党              | 1993年4月7日   | 進め!ヤクルトスワローズ                  | FOREVER DREAM                                     | 8cmCD | PCDH-12    | ポニーキャニオン           |
| 松本明子with 杉岡弦徳 | 2019年12月11日 | 歌謡組曲「恋猫」〜猫とあたいとあの人と〜 | 01涙猫、02港猫、03じゃれ猫、04夢猫、05星猫、他5曲 | 8cmCD | TECE- 3577 | テイチクエンタテインメント |

### オリジナル・アルバム
|                    | 発売日             | タイトル           | 規格               | 規格品番           |
| avex entertainment | avex entertainment | avex entertainment | avex entertainment | avex entertainment |
| ------------------ | ------------------ | ------------------ | ------------------ | ------------------ |
| 1st                | 2013年11月20日     | くとうてん         | CD                 | AVCA-74032         |

### ベスト・アルバム
| 発売日           | タイトル              | 規格             | 規格品番         |                  |
| ポニーキャニオン | ポニーキャニオン      | ポニーキャニオン | ポニーキャニオン | ポニーキャニオン |
| ---------------- | --------------------- | ---------------- | ---------------- | ---------------- |
| 2010年5月19日    | Myこれ! Lite 松本明子 | CD               | PCCS-00143       |                  |

### 参加作品
| 発売日         | 作品                                          | 参加曲           | 概要                                  |
| -------------- | --------------------------------------------- | ---------------- | ------------------------------------- |
| 1990年10月21日 | 決定版! 魔獣戦士ルナ・ヴァルガー 主題歌全曲集 | 「魔道都市音頭」 | OVA『魔獣戦士ルナ・ヴァルガー』関連曲 |

### 未CD化楽曲
1. 青春大関 ※OVA『気分は形而上 実在OL講座』主題歌

### タイアップ曲
| 楽曲                    | タイアップ                                           |
| ----------------------- | ---------------------------------------------------- |
| 進め!ヤクルトスワローズ | ヤクルト・スワローズ オフィシャル応援歌              |
| FOREVER DREAM           | ヤクルト・スワローズ イメージソング                  |
| たとえば、ずっと…       | 日本テレビ系『進め!電波少年』エンディングテーマ      |
| soon                    | 日本テレビ系水曜ドラマ『サービス』オープニングテーマ |
| soon                    | 日本テレビ系『ロンブー荘青春記』エンディングテーマ   |
| ステラ                  | テレビ朝日系サタデードラマ『プリズンホテル』主題歌   |

## 著書
- 『生んだら無敵 松本明子の出産エッセイ』（2001年、小学館）
- 『腸をキレイにしたらたった3週間で体の不調がみるみる改善されて40年来の便秘にサヨナラできました! 腸活で人生変わりました!』小林弘幸監修（2015年、アスコム）
- 『実家じまい終わらせました! 　大赤字を出した私が専門家とたどり着いた家とお墓のしまい方』（2022年、祥伝社）[49]